# Línea 7H (Canelones)
La línea 7H es una línea de transporte local-metropolitana del departamento de Canelones, une la ciudad de Pando con la ciudad de Progreso.

## Historia
La línea 7H fue creada con el fin de conectar las ciudades de Pando y Progreso, aunque posteriormente se le asignaría un nuevo ramal entre Pando y Toledo. En el año 2020 y a consecuencia de la reestructuración del transporte urbano de Canelones con la incorporación al STM, la línea fue denominada como P7H. Esta nueva denominación duraría muy poco tiempo, ya que en el año 2022 ñ la denominación anterior de 7H es restaurada en el ramal (Pando - Progreso). Convirtiendo al ramal hacia la ciudad de Toledo en una línea independiente, conservando la denominación de línea P7H.